# Palos Blancos
Palos Blancos è un comune (municipio in spagnolo) della Bolivia nella provincia di Sud Yungas (dipartimento di La Paz) con 20.854 abitanti (dato 2010).

## Cantoni
Il comune è formato dall'unico cantone omonimo suddiviso in 103 subcantoni.